# Edese Zwem- & Poloclub Polar Bears Ede
L'Edese Zwem- & Poloclub Polar Bears Ede è un club che si occupa di sport acquatici con sede nella città di Ede (Paesi Bassi) (Paesi Bassi), nota particolarmente per la sua sezione pallanuotistica, sia maschile che femminile.

## Storia
Il club fu fondato nel 1946 e il nome (Orsi polari in inglese) è un omaggio alla Polar Bear Division (49th (West Riding) Infantry Division), un'unita dell'esercito britannico composta oltre che da britannici anche da polacchi e canadesi che liberò la città di Ede dai nazisti tedeschi nel 1945.

## Palmarès

### Settore maschile
- Campionato olandese: 8

1990, 1991, 1992, 1995, 1996, 2005, 2006, 2007
- KNZB Beker: 6

1992, 1994, 2006, 2013, 2016, 2021
- Supercoppa dei Paesi Bassi: 2

2013, 2017

### Settore femminile
- Campionato olandese: 5

2002, 2004, 2007, 2009, 2010
- KNZB Beker: 6

2002, 2003, 2004, 2009, 2019, 2022
- Supercoppa dei Paesi Bassi: 1

2021